# روبي يانسن
روبي يانسن (بالإنجليزية: Robbie Jansen)‏ هو موسيقي جنوب أفريقي، ولد في 1949 في كيب تاون في جنوب أفريقيا، وتوفي في 7 يوليو 2010.

## وصلات خارجية
- روبي يانسن على موقع ميوزك برينز (الإنجليزية)
- روبي يانسن على موقع أول ميوزيك (الإنجليزية)
- روبي يانسن على موقع ديسكوغز (الإنجليزية)